# فيلا كراوس (مدينة)
فيلا كراوس (بالإسبانية: Villa Krause)‏ هي منطقة سكنية تقع في الأرجنتين في Rawson Department, San Juan. يقدر عدد سكانها بـ 107,778 نسمة .